# Союз филателистов России
Союз филателистов России (СФР) — добровольное, некоммерческое, независимое и самоуправляемое, культурно-просветительское общественное объединение филателистов России, основанное на членстве. Организовано в 1992 году и является преемником Союза филателистов СССР (СФ СССР).

## История
Союз филателистов России образован 15 февраля 1992 года на IV внеочередном пленуме Центрального правления СФ СССР, проходившем в городе Смоленске.
В 1992 году 61-й конгресс Международной федерации филателии (ФИП) передал Союзу филателистов России членство в этой организации от СФ СССР.

Юбилейный номер печатного органа главной филателистической организации страны — журнала «Филателия СССР» (№ 3 за 1991 год), посвящённый 25-летию Союза филателистов СССР, преобразованного в 1992 году в Союз филателистов России. На обложке изображены эмблема Союза филателистов СССР и юбилейный почтовый блок, изданный в качестве почтово-благотворительного выпуска в Фонд помощи Союзу филателистов

В 1997 году в России была организована первая Всемирная филателистическая выставка «Москва — 1997» под патронатом ФИП и при непосредственном участии СФР.

## Структура и деятельность
В его состав входят 70 региональных объединений и союзов, объединяющих около 50 тысяч филателистов.
Печатными органами союза являются: бюллетень «Новости филателии», журнал «Филателия» и ежегодник «Коллекционер». Союз представляет отечественных филателистов в ФИП.
Большую работу на местах осуществляют региональные филателистические организации СФР[≡].

## Задачи СФР
- Развитие филателии в стране.
- Повышение эстетического уровня и воспитательной значимости коллекционирования.
- Внедрение научных принципов методологии в филателии.
- Активное участие членов Союза в общественной и культурной жизни.
- Защита интересов коллекционеров.
- Создание благоприятных условий для коллекционирования.

## Съезды СФР
- I съезд СФР (15 февраля 1992 года) — учредительный; принял Устав, выбрал правление СФР[3].
- II съезд СФР (1997 год) — привёл отдельные положения Устава в соответствие с законом об общественных организациях, внёс изменения в структуру руководящих органов Союза, сроки созыва съезда.
- III съезд СФР (1—2 декабря 2001 года) — избрал новый состав руководящих органов СФР[6].
- IV съезд СФР (26—27 ноября 2005 года).
- V съезд СФР (12 декабря 2009 года)[7].

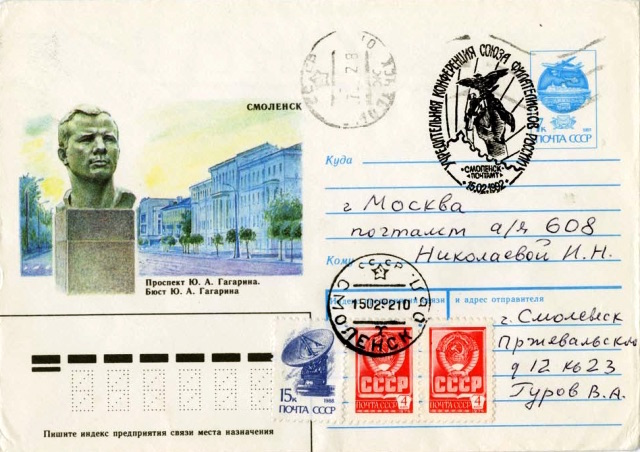
Художественный маркированный конверт СССР со спецгашением по случаю Учредительной конференции Союза филателистов России в Смоленске 15 февраля 1992 года

## Президенты СФР
- 1992—2001 — Александр Сергеевич Илюшин.
- 2001—2009 — Виктор Васильевич Горбатко.
- 2009—2018 — Александр Сергеевич Илюшин[2][7] (с 2018 года — почётный президент).
- 2018 — н. в. — Сергей Васильевич Евтушенко[9].